# Луиза фон Брауншвайг-Волфенбютел
Луиза Амалия фон Брауншвайг-Волфенбютел (на немски: Luise Amalie von Braunschweig-Wolfenbüttel; * 29 януари 1722 във Волфенбютел; † 13 януари 1780 в Берлин) от род Велфи е принцеса от Княжество Брауншвайг-Волфенбютел и чрез женитба принцеса на Кралство Прусия.
Тя е дъщеря на княз Фердинанд Албрехт II фон Брауншвайг-Волфенбютел (1680 – 1735) и съпругата му принцеса Антоанета Амалия фон Брауншвайг-Волфенбютел (1696 – 1762), дъщеря на херцог Лудвиг Рудолф фон Брауншвайг. Тя е племенница по майчина линия на Елизабет, съпругата на император Карл VI, и на Шарлота, съпругата на царевич Алексей Петрович от Русия.
Сестра ѝ Елизабет Христина (1715 – 1797) се омъжва през 1733 г. за Фридрих II Велики от Прусия. Брат ѝ Карл I се жени 1733 г. за Филипина Шарлота Пруска, сестрата на Фридрих II Велики. Брат ѝ Антон Улрих (1714 – 1774), се жени 1739 г. за Анна Леополдовна от Русия и е баща на цар Иван VI. Сестра ѝ Юлиана Мария (1729 – 1796) се омъжва 1752 г. за крал Фридрих V от Дания.
Луиза Амалия се омъжва на 6 януари 1742 г. в Берлин за принц Август Вилхелм Пруски (1722 – 1758), син на крал Фридрих Вилхелм I от Прусия (1688 – 1740) и по-малък брат на Фридрих II Велики (1712 – 1786). 
Бракът е нещастен и Август Вилхелм моли брат си да разтрогне брака, за да се ожени за дворцовата дама София Мария фон Панвиц, което той отказва.
Луиза Амалия започва да живее сама в дворец Ораниенбург и умира през 1780 г. в Берлин. Нейният син става 1786 г. пруския крал Фридрих Вилхелм II.

## Деца
Луиза Амалия и Август Вилхелм имат децата:
- Фридрих Вилхелм II (1744 – 1797), крал на Прусия

∞ 1. 1765 (развод 1767) принцеса Елизабет фон Брауншвайг-Волфенбютел (1746 – 1840)
∞ 2. принцеса Фредерика Луиза фон Хесен-Дармщат (1751 – 1805)
- Хайнрих (1747 – 1767), генералмайор
- Вилхелмина (1751 – 1820)

∞ 1767 принц Вилхелм V фон Орания, щатхалтер на Нидерландия (1748 – 1806)
- Георг Карл Емил (1758 – 1759)